# Mlečna kislina
Mlečna kislina (IUPAC-ime: 2-hidroksipropanojska kislina, v uporabi je tudi ime propan-2-olska kislina) je šibka karboksilna kislina s tremi ogljikovimi atomi, s kemijsko formulo C3H6O3. Spada med alfahidroksikarboksilne kisline, ker ima na prvem ogljikovem atomu ob karboksilni skupini vezano hidroksilno skupino. Z oddajo protona na karboksilni skupini nastane anion, imenovan laktat: CH3CH(OH)COO−. Lahko se meša z vodo in etanolom in je higroskopna. Vsebuje hidroksilno skupino, ki leži tik ob karboksilni skupini, kar pomeni, da je alfa hidroksilna kislina (AHA).
Sodeluje v različnih biokemičnih procesih; nastaja v skeletnih mišicah pri večjih obremenitvah, v srčni mišici se oksidira v prisotnosti kisika, je eden od substratov glukoneogeneze v jetrih in je tudi produkt bakterijske vrenja. Prvič jo je leta 1780 izoliral švedski kemik Carl Wilhelm Scheele.
V raztopini lahko izgubi proton iz kislinske skupine, zaradi česar nastane laktatni ion (natančneje, anion, ker je negativno nabit z dodatnim elektronom) CH3CH(OH)COO−. V primerjavi z ocetno kislino je njena vrednost pKa za eno enoto manjša, kar pomeni, da mlečna kislina deset krat lažje izgubi proton kot ocetna kislina. Ta večja kislost je posledica intramolekularne hidrogenske vezi med α-hidroksilom in karboksilatno skupino, zato ima slednja manjšo zmožnost močnega privlaka protona.
Mlečno kislino je mogoče mešati z vodo ali etanolom in je higroskopska. Mlečna kislina je kiralna in ima dva optična izomera. Ena je tako imenovana L-(+)-laktična kislina ali (S)-laktična kislina, druga pa je njena zrcalna podoba, D-(−)-laktična kislina ali (R)-laktična kislina.
Pri živalih se L-laktat nenehno proizvaja iz piruvata z encimom laktat dehidrogenazo (LDH) v postopku fermentacije med normalno presnovo in vadbo. Njena koncentracija se ne poveča, dokler proizvodnja laktata ne preseže stopnje odstranitve laktata, kar uravnavajo številni dejavniki, vključno z mono-karboksilatnimi prenašalci, koncentracijo in izoformo LDH ter oksidativne zmogljivosti tkiv. Koncentracija laktata v krvi je običajno 1–2 mmol/L v mirovanju, med intenzivnim naprezanjem pa lahko preseže 20 mmol/L.
V industriji fermentacijo mlečne kisline povzročijo mlečnokislinske bakterije. Te bakterije se lahko razvijejo tudi v ustih; kislina, ki jo proizvajajo, povzroča zobno gnilobo, znano kot karies.
V medicini je laktat ena od glavnih sestavin Ringerjeve laktatne raztopine in Hartmannove raztopine. Ti intravenozni tekočini sta sestavljeni iz natrijevih in kalijevih kationov skupaj z laktatnimi in kloridnimi anioni v raztopini z destilirano vodo, po navadi v koncentracijah, ki so izotonične s človeško krvjo. Najpogosteje se uporablja za obnovitev tekočin po izgubi krvi zaradi poškodbe, operacije ali opekline.

## Zgodovina
Mlečno kislino je prvič izoliral švedski kemik Carl Wilhelm Scheele leta 1780 iz kislega mleka.Leta 1808 je Jöns Jacob Berzelius odkril, da se mlečna kislina (pravzaprav L-laktat) proizvaja tudi v mišicah med naporom.  Njeno zgradbo je leta 1873 določil Johannes Wislicenus.
Leta 1856 je Louis Pasteur odkril bakterijo Lactobacillus in njeno vlogo pri nastanku mlečne kisline. Mlečno kislino je začela komercialno proizvajati nemška lekarna Boehringer Ingelheim leta 1895.
Leta 2006 je svetovna proizvodnja mlečne kisline dosegla 275.000 ton z 10-odstotno povprečno letno rastjo.

## Telesna vadba in laktat
Med vadbo za moč, kot je šprint, ki zahteva veliko energije, se glukoza razgradi in oksidira v piruvat, laktat pa se iz piruvata proizvaja hitreje, kot ga tkiva lahko odstranijo, zato začne koncentracija laktata naraščati. Proizvodnja  laktata je koristen proces, saj obnovi koencim NAD+, ki se porabi pri tvorbi piruvata iz glukoze, kar zagotavlja ohranjanje proizvodnje energije in nadaljevanje vadbe. Povečana količina proizvedenega laktata se lahko odstrani na dva načina:
Oksidacija nazaj v piruvat z dobro oksigeniranimi mišičnimi celicami [potreben citat]
• Piruvat secija nato neposredno uporabi kot gorivo za Krebsov cikel.
• Pretvorba v glukozo prek glukoneogeneze v jetrih in sproščanje nazaj v obtok; glej Corijev cikel. Če se glukoza ne sprosti, se lahko uporabi za obnovo zalog glikogena, če so izpraznjene.
Zahtevne anaerobne vaje povzročijo znižanje vrednosti pH in bolečino, ki se imenuje acidoza.
Učinek proizvodnje laktata na acidozo je bila tema številnih nedavnih konferenc na področju vadbene fiziologije. Robergs in drugi so obravnavali nastanek pozitivnih vodikovih ionov (H+) med glikolizo in trdijo, da je ideja, da acidozo povzroča nastajanje mlečne kisline mit („konstrukt“), pri čemer poudarjajo, da je znižanje vrednosti pH deloma posledica reakcije ATP-4+H2O=ADP-3+HPO4-2+H+, in da se pri razgradnji piruvata v laktat (piruvat+NADH+H+=laktat+NAD+) dejansko porabljajo pozitivni vodikovi ioni (H+). Vendar pa so Lindinger in drugi.  v odziv na to zapisali, da so Robergs in drugi zanemarili vzročne dejavnike za povečanje koncentracije vodikovih ionov (imenovanih [H+]). Natančneje, laktat je anion, njegovo nastajanje pa povzroči zmanjšanje količine kationov, kot so Na+ minus anioni, kar posledično povzroči povečanje vodikovih ionov [H+], da se ohrani elektronevtralnost. Tudi povečanje delnega tlaka CO2, PCO2, povzroči povečanje vodikovih ionov [H+]. Med vadbo se koncentracija medmišičnega laktata in PCO2 poveča, kar povzroči povečanje vodikovih ionov [H+] in posledično znižanje vrednosti pH (glej Le Chatelierjevo načelo).
Med intenzivno vadbo respiratorna veriga ne more dohajati količine vodikovih atomov, ki se združijo v NADH. NAD+ je potreben za oksidacijo 3-fosfogliceraldehida, da se ohrani proizvodnja anaerobne energije med glikolizo. Med anaerobno glikolizo se NAD+ „osvobodi“, ko se NADH poveže s piruvatom in tvori laktat (kot je navedeno zgoraj). Če se to ne bi zgodilo, bi se glikoliza ustavila. Vendar se laktat nenehno tvori tudi med počitkom in zmerno vadbo. Do tega pride zaradi metabolizma rdečih krvničk, ki nimajo mitohondrijev in omejitev, ki izhajajo iz encimske aktivnosti, do katere pride v mišičnih vlaknih, ki imajo visoko glikolitično zmogljivost.

## Presnova v možganih
Čeprav se glukoza običajno šteje za glavni vir energije živih tkiv, obstajajo nekateri dokazi, da nevroni v možganih več vrst sesalcev (najbolj znani so miši, podgane in ljudje) raje presnavljajo laktat in ne glukoza.V skladu s hipotezo o prenosu laktata so glialne celice odgovorne za pretvorbo glukoze v laktat in za zagotavljanje laktata nevronom. Zaradi te lokalne metabolične aktivnosti glialnih celic se zunajcelična tekočina, ki neposredno obdaja nevrone, po sestavi močno razlikuje od krvi ali cerebrospinalne tekočine, saj vsebuje veliko več laktata, kot je bilo ugotovljeno v mikrodializnih študijah.
Zdi se, da je vloga laktata pri metabolizmu v možganih še pomembnejša v zgodnjih fazah razvoja (pred rojstvom in takoj po rojstvu), saj je v teh fazah v telesnih tekočinah več laktata, ki ga možgani še raje porabijo kot glukozo. Domnevalo se je tudi, da bi lahko laktat močno vplival na povezave, ki sproščajo gama-aminomasleno kislino (GABA) v  razvijajočih se možganih, tako da te postanejo bolj zaviralne, kot se je nekdaj domnevalo, pri čemer delujejo zaradi večje pomoči metabolitov ali sprememb osnovnih vrednosti pH v medceličnini,[  ali obojega.
V novejšem članku Zilberterjeve skupine so bile neposredno obravnavane značilnosti metabolizma v prerezih možganov miši in pokazalo se je, da beta-hidroksibutirat, laktat in piruvat delujejo kot oksidativni energetski substrati, kar povzroča povečanje v fazi oksidacije NAD(P)H, da glukoza ne zadošča kot prenašalec energije med intenzivno sinaptično dejavnostjo, in nazadnje, da je lahko laktat učinkovit energetski substrat, ki lahko ohranja in povečuje aerobno energijo metabolizma in vitro. Članek je pozitivno komentiral Kasischke: „Študija, ki so jo izvedli Ivanov in drugi (2011), zagotavlja tudi nove podatke o dvofaznih fluorescenčnih prehodih NAD(P)H, kar je pomemben fiziološki odziv na nevralno aktivacijo, ki je bila ponovljena v številnih študijah in naj bi izhajala predvsem iz sprememb koncentracije celičnih skupin NADH, povzročenih z aktivnostjo.“

## Testiranje krvi
Referenčni razponi za krvne teste, pri čemer se vsebnost laktata v krvi (prikazano z vijolično na sredini desno) primerja z drugimi sestavinami.
S krvnimi testi za laktat se določa stanje homeostaze kislinske baze v telesu. Pri tem se vzorčenje krvi pogosto opravi z vzorčenjem arterijske krvi (čeprav je to težje kot punkcija vene), saj se ravni laktata v arterijah in venah bistveno razlikujejo, arterijska raven pa je v ta namen bolj reprezentativna.
| Spodnja meja | Zgornja meja | Enota  |        |
| ------------ | ------------ | ------ | ------ |
| Venska       | 4,5          | 19,8   | mg/dl  |
|              | 0,5          | 2,2    | mmol/L |
| Arterijska   | 4,5          | 14,4   | mg/dl  |
|              | 0,5          | mmol/L |        |

Med porodom se lahko ravni laktata v plodu določijo s testiranjem krvi iz plodove glave.

## Polimerni prekurzor
Dve molekuli laktične kisline se lahko dehidrirata v laktid, ciklični lakton. Z različnimi katalizatorji je mogoče polimerizirati laktid v heterotaktni ali sindiotaktni poliaktid, ki kot biorazgradljiva poliestra z (med drugim) koristnimi medicinskimi lastnostmi trenutno privabljata veliko pozornosti.
Laktična kislina se uporablja tudi kot monomer za proizvodnjo polilaktične kisline (PLA), ki se je kasneje začela uporabljati kot biorazgradljiva plastika. Take vrste plastika je zaradi nizkega izpusta ogljikovega dioksida dober nadomestek za običajno plastiko, proizvedeno iz nafte. Postopek, ki se običajno uporablja za proizvodnjo laktične kisline, je fermentacija, sledi pa ji polimerizacija, s katero dobimo polilaktično kislino.

## Uporaba v farmaciji in kozmetiki
Mlečna kislina se uporablja tudi v farmacevtski tehnologiji za proizvodnjo v vodi topnih laktatov iz sicer netopnih aktivnih sestavin. Nadalje se uporablja v topičnih pripravkih in kozmetiki za uravnavanje kislosti ter za dezinfekcijske in keratolitične lastnosti.

## Hrana
Mlečno kislino najdemo predvsem v izdelkih iz kislega mleka, kot so kumis, jogurt, kefir in nekatere vrste kmečkih sirov. Kazein v fermentiranem mleku koagulira (se strdi) zaradi mlečne kisline.  Mlečna kislina poskrbi tudi za kiselkast okus kislega kruha.  Ta kislina se uporablja pri varjenju piva za znižanje vrednosti pH, da se zmanjša vsebnost nekaterih neželenih sestavin, kot so tanini, ne da bi se pojavili neprijetni priokusi, kot je citronska kislina, in povečanje volumna piva. Nekateri pivovarji in pivovarne uporabljajo jedilno mlečno kislino za znižanje vrednosti pH v dozorelih pivih.
V vinarstvu se bakterijsko delovanje, naravno ali kontrolirano, pogosto uporablja za pretvorbo naravno prisotne jabolčne kisline v mlečno kislino, da se zmanjša ostrina in iz drugih razlogov, povezanih z okusom. To jabolčno-mlečno fermentacijo sproži družina mlečnokislinskih bakterij.
Kot prehranski dodatek je dovoljena za uporabo v EU, ZDA ter Avstraliji in Novi Zelandiji;  navedena je s številko INS 270 ali številko E E270.

## Čistila
Mlečna kislina je v zadnjem desetletju postala pomembna v industriji čistil. Učinkovita je za odstranjevanje vodnega kamna, umazanije od mila in je registrirana protibakterijska učinkovina. Koristna je tudi v gospodarskem smislu kot del usmeritve k okolju prijaznejšim in naravnim sestavinam.